# Dipterygonotus balteatus
Dipterygonotus balteatus is een straalvinnige vis uit de familie van Caesionidae, orde baarsachtigen (Perciformes), die voorkomt in het westen van de Indische Oceaan, het oosten van de Indische Oceaan en het noordwesten en de Grote Oceaan.

## Anatomie
Dipterygonotus balteatus kan een lengte bereiken van 14 centimeter. Van de zijkant gezien heeft het lichaam van de vis een normale vorm, van bovenaf gezien is de vorm het best te typeren als gedrongen. De kop is min of meer recht. De ogen zijn normaal van vorm en zijn symmetrisch.
De vis heeft één zijlijn, één rugvin en één aarsvin. Er zijn 12 tot 15 stekels en 8 vinstralen in de rugvin en 3 stekels en 9 vinstralen in de aarsvin.

## Leefwijze
Dipterygonotus balteatus is een zoutwatervis die voorkomt in een tropisch klimaat.  De soort is voornamelijk te vinden in zeeën en koraalriffen. De diepte waarop de soort voorkomt is 37 tot 91 m onder het wateroppervlak.
Het dieet van de vis bestaat hoofdzakelijk uit dierlijk voedsel, waarmee het zich voedt door selectief plankton uit het water te filteren.

## Relatie tot de mens
Dipterygonotus balteatus is voor de visserij van beperkt commercieel belang. De soort komt niet voor op de Rode Lijst van de IUCN.